# Pleurobrachia dimidiata
Pleurobrachia dimidiata är en kammanetart som beskrevs av Johann Friedrich von Eschscholtz 1829. Pleurobrachia dimidiata ingår i släktet Pleurobrachia och familjen Pleurobrachiidae. Inga underarter finns listade i Catalogue of Life.